# 尼克·康普頓
尼克·康普頓（Nick Compton，1983年6月26日—）是英格蘭的一位板球選手，出生在南非。他的祖父丹尼斯·康普頓也是一位著名的板球運動員。康普頓代表英格蘭參加過13場測試賽。他現在效力於米德塞克斯板球俱樂部。

## 外部連結
- 官方网站

- Nick Compton at ESPNcricinfo
- Nick Compton at CricketArchive
- Player Profile: Nick Compton from ECB